# Vista de pássaro

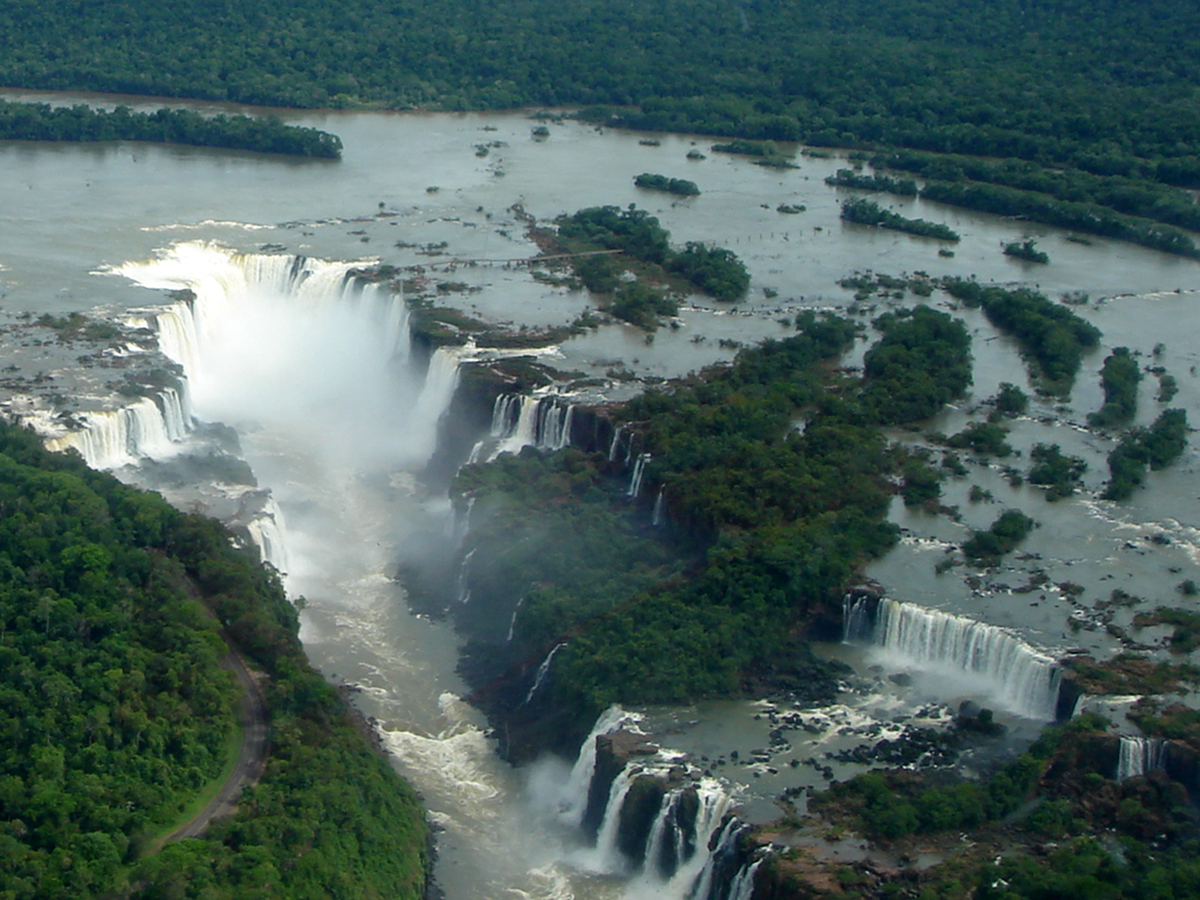
Vista aérea das Cataratas do Iguaçu (fronteira Argentina - Brasil).

Vista de pássaro ou vista aérea ou vista de topo é a visualização de um determinado objeto ou plano a partir de um ponto situado acima do mesmo, comum em mapas e em jogos de computador.
O termo pode ser usado para descrever imagens oblíquas, sobre uma perspectiva imaginada.